# Rodolfo Friedmann

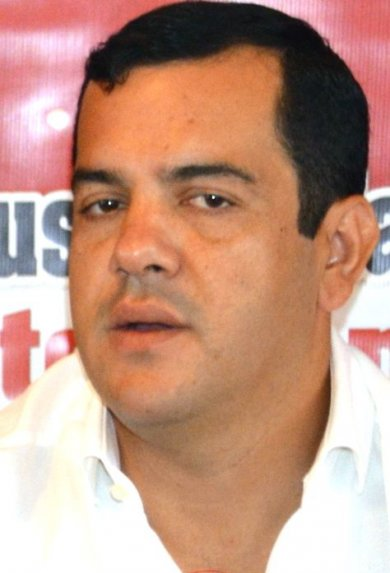
Rodolfo Friedmann (2017)

Rodolfo Max Friedmann Alfaro (* 19. Oktober 1974 in Asunción) ist ein paraguayischer Politiker des Asociación Nacional Republicana-Partido Colorado ANR-PC, der unter anderem seit 2018 Mitglied des Senats (Senado) ist sowie zwischen 2019 und 2020 Minister für Landwirtschaft und Viehzucht war.

## Leben
Rodolfo Max Friedmann Alfaro begann seine politische Laufbahn für die Asociación Nacional Republicana-Partido Colorado ANR-PC in der Kommunalpolitik und war zwischen 2010 und 2015 Mitglied und Präsident des Gemeinderates von Villarrica. Bei den Wahlen 2013 wurde er zum Gouverneur des Departamento Guairá gewählt und bekleidete dieses Amt bis 2018.
Bei der Parlamentswahl am 22. April 2018 wurde Friedmann für die ANR-PC zum Mitglied des Senats (Senado) gewählt. Im Senat war er in verschiedenen Ausschüssen tätig und unter anderem zwischen 2018 und 2020 Präsident des Ausschusses für Energie, natürliche Ressourcen, Bevölkerung, Umwelt, Produktion und nachhaltige Entwicklung (Comisíon de Energía, Recursos Naturales, Población, Ambiente, Producción y Desarrollo Sostenible). Ferner ist er für die Legislaturperiode 2018 bis 2023 Vizepräsident der Comisíon Parlamentaria de Amistad Paraguayo–Alemana, der Parlamentarischen Freundschaftsgesellschaft Paraguay-Deutschland.
Als Nachfolger von Denis Lichi wurde Friedmann am 15. September 2019 von Staatspräsident Mario Abdo Benítez als Minister für Landwirtschaft und Viehzucht (Ministro de Agricultura y Ganadería). In dieser Zeit übernahm sein Ersatzvertreter Ramón Retamozo sein Mandat im Senat. Die wichtigsten Produktions- und Interessenverbände der Landwirtschaft, wie die Asociación Rural del Paraguay (ARP), Federación de Cooperativas de la Producción (FECOPROD) und der Coordinadora Agrícola del Paraguay (CAP), äußerten jedoch ihre Besorgnis und Ablehnung der Ernennung von Friedmann. Sie waren sich einig, dass das Ministerium von einer fachkundigen Person geleitet werden sollte. Er bekleidete das Ministeramt bis zu seinem Rücktritt am 31. August 2020, woraufhin Moisés Bertoni ihn ablöste.